# Luis Dias (Koch)

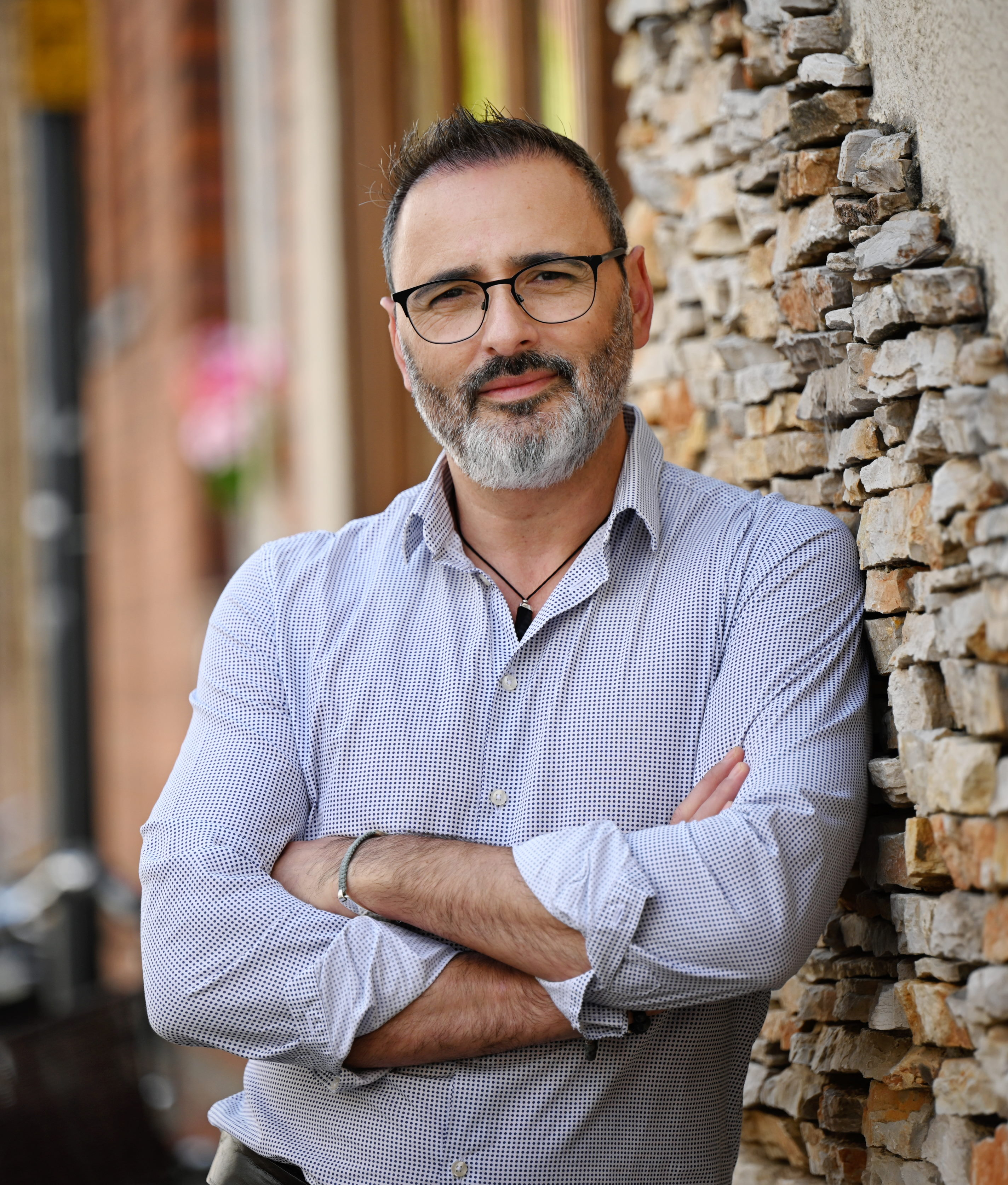
Luis Dias (2022)

Luis Dias Joaquim (* 24. April 1972 in Mirandela, Portugal) ist ein portugiesischer Koch, Gastronom und Unternehmer.

## Karriere
Luis Dias' Karriere als Koch begann 1992 im Restaurant Da Bruno in Köln, das 2003 mit einem MICHELIN-Stern ausgezeichnet wurde. Hier kochte er bis 2004 und von 2005 bis 2010 auch weiter, als es zum Ristorante Assisi wurde. Es folgten Stationen als Küchenchef u. a. in den Kölner Restaurants Zum Treppchen und Le Patron. 2016 machte er sich mit dem Restaurant Aura by Luis Dias selbstständig, das er bis 2019 in Köln-Rodenkirchen betrieb. Seit dem 3. März 2020 ist er Chefkoch und Inhaber des gleichnamigen Restaurants Luis Dias in Köln-Rodenkirchen. Unter der Marke Luis Dias vertreibt er seit 2020 diverse Produkte, darunter einen Gin sowie Gewürzserien, die er selbst entwickelt hat.

## Bewertungen und Auszeichnungen
- 2022/2023/2024: Empfehlung im Guide MICHELIN Deutschland für das Luis Dias[7]
- 2022: 2,5 Schlemmer Atlas Kochlöffel für das Luis Dias[8]
- 2022/2023: Empfehlung auf Restaurant Guru für das Luis Dias[9][10]
- 2021: 2 Hauben Plus von Der Große Restaurant & Hotel Guide für das Luis Dias[11]
- 2019: 2 Diamanten im Varta-Führer für das Aura by Luis Dias[12]
- 2018: 2 Diamanten im Varta-Führer für das Aura by Luis Dias[13]
- 2018/19: DER FEINSCHMECKER zeichnet das Aura by Luis Dias als eins der besten in Deutschland aus[14]
- 2017/18: DER FEINSCHMECKER zeichnet das Aura by Luis Dias als eins der besten in Deutschland aus[15]
- 2017: 16 Punkte im Gault&Millau für das Aura by Luis Dias[16]
- 2016: 15 Punkte im Gault&Millau für das Aura by Luis Dias[17]
- 2015: 15 Punkte im Gault&Millau für das Aura by Luis Dias[18]
- 2014: 14 Punkte im Gault&Millau für das Aura by Luis Dias[19]
- 2011: Auszeichnung zum „Küchenchef des Jahres“ in „Römer‘s Restaurant Report“[20]